# 絕無僅有
《絕無僅有》（英语：Irreplaceable）是美國歌手碧昂絲演唱的一首歌曲，出自其第二張專輯《生日纪念》。歌曲由謝弗·「尼歐」·史密斯、米克爾·S·埃里克森、托爾·埃里克·赫爾曼、亞斯本、阿芒德·布約克倫和碧昂絲·諾利斯創作，并由星門和碧昂斯製作。《絕無僅有》原先是鄉村風格，但透過修改聲樂編寫和樂器而重新改編為一首受到流行和節奏藍調影響的中速敘事歌。在製作和錄製過程中，碧昂絲和尼歐希望創作一首任何性別都能產生共鳴的歌曲。歌詞圍繞著與不忠之人的戀情徹底破裂，而當中包含了女性自强的信息。
隨著《似曾相識》和《拉警報》不溫不熱的榜單表現，《絕無僅有》由哥倫比亞唱片於2006年10月23日在全球正式釋出為專輯的第2支單曲，並於2006年12月5日在美國作為第3支單曲發行。《Pitchfork》和《滾石》將其列入他們「2000年代最佳歌曲」名單中。《絕無僅有》贏得2007年靈魂列車音樂大獎「最佳節奏藍調/靈魂單曲」。它在第50届格莱美奖獲得「年度製作」提名。
單曲成為碧昂絲在美國第4首冠軍歌曲，也是《生日紀念》最成功的發行，並維持美國《告示牌》百大單曲榜榜首10個連續周。《絕無僅有》是美國2000年代第28首最成功的歌曲，並受美國唱片業協會認證為雙白金唱片。它成為碧昂絲於2006年第二支單曲達到兩億觀眾印象。她是第二位歌手在美國達到這種成績，第一位則是2005年的瑪麗亞·凱莉。《絕無僅有》在澳洲獲得冠軍、在英國進入第4名，並在一些歐洲國家打進前20名。《絕無僅有》在全球銷售460萬首成為2007年第十高銷量的數位單曲。
歌曲的音樂錄影帶由安東尼·曼德勒執導，並作為碧昂絲全女團乾姊姊的首秀。錄影帶包含在2007年《生日纪念選集影音專輯》，而剪輯後製作成歌曲的西班牙版本。它贏得2007年黑人娛樂電視台獎「年度錄影帶」，並獲得2007年MTV音樂錄影帶大獎「年度音樂錄影帶」提名。《絕無僅有》自2006年開始就經常出現在碧昂絲的巡迴演唱會和現場演出。美國作曲家、作家和發行商協會在ASCAP流行音樂獎認為這是2007年其中一首演出最多的歌曲。

## 製作
《絕無僅有》曾由克莉賽特·米雪創作。製作團隊星門和創作歌手尼歐為碧昂絲第二張專輯《生日纪念》創作，然而星門的托爾·埃里克·赫爾曼覺得他們可能沒有朝著他們對於這首歌所做的方向前進。歌曲旋律并不適合碧昂絲的歌聲，而尼歐以男性角度創作歌詞，儘管沒有取材自他的個人經歷。尼歐因在創作歌曲時想起鄉村歌手仙妮亞·唐恩和而呈現出鄉村風格。當尼歐聽到以吉他彈奏歌曲時，他覺得聽起來像鄉村音樂。然而當鼓聲加入至音樂，它又帶點節奏藍調氛圍，因此尼歐認為還是改成節奏藍調鄉村西部音樂歌曲。

## 曲目列表
| - 美國重混 - EP 1. "Irreplaceable" (Ralphi Rosario & Craig J Radio Mix) – 4:08 2. "Irreplaceable" (Ralphi Rosario & Craig J Club Mix) – 8:51 3. "Irreplaceable" (Ralphi Rosario Dub) – 9:27 4. "Irreplaceable" (Maurice Joshua Radio Mix) – 4:05 5. "Irreplaceable" (Maurice Joshua Club Mix) – 7:06 6. "Irreplaceable" (Featuring Ghostface Killah) – 4:45 7. "Irreplaceable" (DJ Speedy Remix) – 4:20 - 澳洲EP 1. "Irreplaceable" (Album Version) – 3:47 2. "Déjà Vu" (Freemasons Club Mix) – 8:05 3. "Déjà Vu" (The Remix) – 3:54 | - 德國基本單曲 1. "Irreplaceable" (Album Version) – 3:47 2. "Ring the Alarm" (Freemasons Club Mix Radio Edit) – 3:27 - 德國高級CD單曲 1. "Irreplaceable" (Album Version) – 3:48 2. "Ring the Alarm" (Freemasons Club Mix Radio Edit) – 3:26 3. "Ring the Alarm" (Karmatronic Remix) – 3:10 4. "Ring the Alarm" (Tranzformas Remix featuring Collie Buddz) – 4:12 5. "Ring the Alarm" (Enhanced Musicvideo) |

## 外部連結
- YouTube上的《絕無僅有》音樂錄影帶